# Fischers (Haidgau)
Fischers ist eine Einöde auf der Gemarkung Haidgau von Bad Wurzach im Landkreis Ravensburg.

## Lage
Fischers liegt am Südostrand des Haisterkircher Rückens im Naturraum der Riß-Aitrach-Platten (Naturraum-Nr. 41), der zur Großlandschaft Donau-Iller-Lech-Platte (Großlandschaft-Nr. 4) gehört.
Fischers liegt geografisch etwa:
- 220 m westlich von Klingenhof
- 250 m südwestlich von Baurenhof
- 300 m südlich von Girayen
- 400 m nördlich von Zwings
- 800 m nordöstlich von Mennisweiler
- 1000 m südlich von Ehrensberg[2]

Hydrologisch liegt der Fischers im Gewässereinzugsgebiet der Aitrach, welche über Iller und Donau in das Schwarze Meer entwässert. Rund 120 m nordwestlich der Siedlung beginnt das Einzugsgebiet der Osterhofer Ach, welche über Umlach und Riß ebenfalls in die Donau mündet.

## Verkehrsanbindung
Fischers ist über Gemeindeverbindungswege an das Straßennetz angebunden. Einer führt von der Siedlung nach Südosten über Klingenhof auf die Landesstraße L 314. Ein weiterer Weg führt von Zwings an der L 314 nach Fischers aus weiter über Girayen nach Ehrensberg.

### ÖPNV
Die nächsten Bahnanschlüsse befinden sich in Bad Waldsee und Bad Wurzach. Der Bahnhalt Bad Waldsee ist mit dem Pkw über Ehrensberg und Hittisweiler etwa 7,1 km entfernt. Mit dem Fahrrad beträgt die Strecke über Ehrensberg und das Tannenbühl ca. 7,3 km, wobei 54 Höhenmeter bergauf und 159 Höhenmeter bergab zu überwinden sind. Der Bahnhof Bad Wurzach ist mit dem Pkw über die L 314 in etwa 6,8 km erreichbar. Mit dem Fahrrad sind es über Baschers und Ziegelbach rund 8,5 km, mit 17 Höhenmetern bergauf und 67 Höhenmetern bergab.

### Radverkehr
Fischers ist nicht an das Radnetz Baden-Württemberg angebunden. Die nächsten Anschlüsse an das Netz sind bei Haisterkirch (über Ehrensberg): 3,2 km entfernt, mit 24 Höhenmetern bergauf und 82 Höhenmetern bergab und in Bad Wurzach (über Baschers und Ziegelbach): 8,5 km entfernt, mit 23 Höhenmetern bergauf und 73 Höhenmetern bergab.